# Писац
Писац (у женском роду списатељица) особа је која се бави писањем литературе. То, дакле, подразумева свако дело које се може сврстати у библиографију одређене особе, а да је дотична особа аутор тог дела.
Појам се често користи као синоним за појам књижевник (тј. књижевница), иако ова два појма у принципу имају различито значење. Књижевник је особа која пише уметничку, „лепу“ књижевност, белетристику. Он пише ненаучне књижевне форме, претежно романе и приповетке, док је писац аутор било ког писаног дела. Он је засигурно писац, док, уколико не пише поезију, писац није књижевник.
Савремена теорија књижевности за све ове називе: уметничка или лепа књижевност, поезија, песништво употребљава само један термин — књижевност, чиме у ствари означава да се говори о називу стваралачке језичке делатности посебне врсте. Књижевни појмови поезија и песништво нису истоветни са онима из свакодневног говору где носе значење дела писана у стиховима, већ обухватају сва дела белетристике.